# Danh sách câu lạc bộ bóng đá ở Luxembourg
Đây là danh sách các câu lạc bộ bóng đá ở Luxembourg liên kết với Liên đoàn bóng đá Luxembourg, cơ quan quản lý của bóng đá Luxembourg.

## A
- FC Les Aiglons Dalheim
- FC Alisontia Steinsel
- FC Alliance Äischdall
- Les Amis de la Moselle Remerschen
- FC Amis des Sports Luxembourg
- FC Les Ardoisiers Perlé
- FC Attert Bissen
- FC Avenir Beggen

## B
- FC 47 Bastendorf
- US BC 01 Berdorf-Consdorf
- FC The Belval Belvaux
- FC Berdenia Berbourg
- FC Blo-Wäiss Izeg
- FC Blô-Weiss Medernach
- FC Blue Boys Muhlenbach
- US Boevange-sur-Attert
- CS Bourscheid
- FC Brouch

## C
- FC Cessange Bracarenses Grund 2001
- FC Claravallis Clervaux
- ES Clemency
- AS Colmarberg

## D
- Daring-Club Echternach
- FC Differdange 03
- F91 Dudelange

## E
- FC Egalité Weimerskirch
- FC Ehlerange
- Sporting Club Ell
- FC Erpeldange 72
- US Esch-sur-Alzette
- FC Etzella Ettelbruck
- FC Excelsior Grevels

## F
- US Feulen
- FC Flaxweiler-Beyren Udinesina 01
- CS Fola Esch
- US Folschette

## G
- FC Green Boys 77 Harlange-Tarchamps
- CS Grevenmacher

## H
- CS Hobscheid
- AS Hosingen
- US Hostert

## I
- Iska Boys Simmern

## J
- FC Jeunesse Biwer
- FC Jeunesse Canach
- Jeunesse Esch
- FC Jeunesse Gilsdorf
- FC Jeunesse Junglinster
- FC Jeunesse Schieren
- Jeunesse Sportive Koerich
- FC Jeunesse Useldange

## K
- FC Kehlen
- FC Kiischpelt Wilwerwiltz
- FC Koeppchen Wormeldange
- FC Kopstal 33

## L
- FC Lorentzweiler
- FC Luna Oberkorn

## M
- FC Mamer 32
- FC Marisca Mersch
- FC Minerva Lintgen
- FC Minière Lasauvage
- FC Mondercange
- US Mondorf-les-Bains
- US Moutfort-Medingen
- CS Muhlenbach Lusitanos
- FC Munsbach

## N
- FC Noertzange H.F.
- FC Nommern
- FF Norden 02 Weiswampach-Hupperdange

## O
- FC Olympia Christnach-Waldbillig
- FC Olympique Eischen
- FC Orania Vianden

## P
- CS Pétange
- FC Pratzerthal-Redange
- FC Progrès Niedercorn

## R
- Racing FC Union Luxembourg
- FC Racing Heiderscheid-Eschdorf
- FC Racing Troisvierges
- FC Red Black Pfaffenthal
- FC Red Boys Aspelt
- FC Red Star Merl-Belair
- FC Résidence Walferdange
- FC RM Hamm Benfica
- FC Rodange 91
- US Rumelange
- AS Rupensia Lusitanos Larochette

## S
- US Sandweiler
- CS Sanem
- FC Schifflange 95
- FC Etoile Sportive Schouweiler
- FC Sporting Beckerich
- FC Sporting Bertrange
- Sporting Club Bettembourg
- FC Sporting Mertzig
- FC Sporting Steinfort
- FC Swift Hesperange
- FC Syra Mensdorf

## T
- FC Titus Lamadelaine
- FC Tricolore Gasperich

## U
- Union 05 Kayl-Tétange
- Union Mertert-Wasserbillig
- Union Remich/Bous
- UN Käerjeng 97
- FC UNA Strassen
- FC Union Sportive Reisdorf

## V
- FC Victoria Rosport
- FC Vinesca Ehnen

## W
- FC Wiltz 71
- AS Wincrange

## Y
- FC Yellow Boys Weiler-la-Tour
- FCM Young Boys Diekirch